# Kdepim

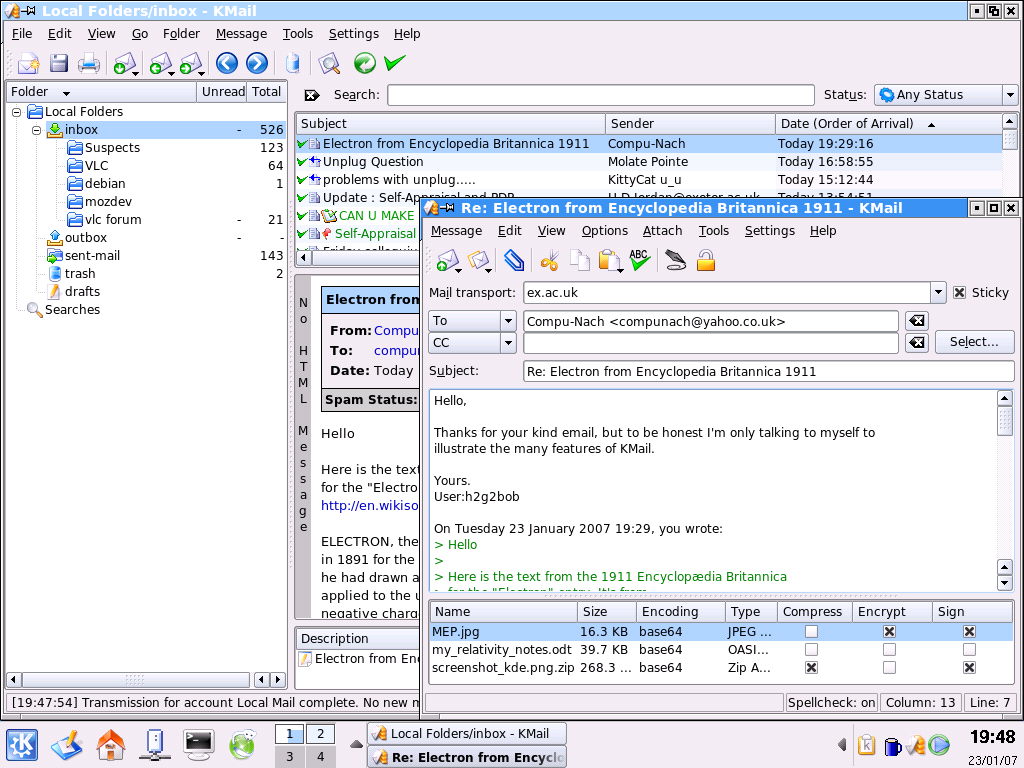

kdepim è il modulo dell'ambiente desktop KDE che contiene strumenti di gestione delle informazioni personali PIM.
Non è stato incluso in KDE 4.0 perché ancora non sufficientemente completo, è tornato disponibile dalla versione 4.1 di KDE.

## Elenco dei programmi
- Akregator - aggregatore di fonti di notizie
- KMail - il programma di posta elettronica di KDE
- KAddressBook - interfaccia per la rubrica degli indirizzi
- KOrganizer - programma per la gestione di calendario ed appuntamenti
- KonsoleKalandar - interfaccia da riga di comando dei calendari di KDE
- KPilot - sostituto per il software per il desktop Palm
- Kandy - sincronizzazione dei dati della rubrica tra palmare o telefono mobile e computer
- KArm - gestione del tempo che si integra con le liste delle cose da fare di KOrganizer
- KNotes - biglietti adesivi virtuali per il desktop
- KAlarm - una sveglia personale che integra appuntamenti e gestione di posta elettronica
- KNode - un programma per leggere le news di  Usenet
- Kontact - raccoglie molte applicazioni di kdepim in un unico contenitore
- KJots - semplice editor di testo strutturato

## Differenze tra “Kontact” e “KDE PIM” (Kdepim)
In linguaggio tecnico, Kontact fa riferimento solo a una piccola singola applicazione che unifica differenti software stand-alone (non in rete) sotto un'unica interfaccia utente. KDE PIM si riferisce a un gruppo di lavoro all'interno del più ampio progetto KDE che sviluppa le singole applicazioni in modo coordinato.
In linguaggio corrente, tuttavia, Kontact spesso si riferisce all'insieme di applicazioni di KDE PIM. Attualmente molte distribuzioni Linux come Kubuntu nascondono le singole applicazioni che lo compongono e inseriscono prevalentemente solo Kontact.